# Senegalia montis-usti
Senegalia montis-usti, às vezes chamada de "Acácia de Brandberg", é uma espécie de legume da família Fabaceae. Anteriormente à divdisão do gênero Senegalia, havia sido considerada parte do gênero Acacia.
Apenas pode ser encontrada na Namíbia.